# Encymon schwarzbaueri
Encymon schwarzbaueri es una especie de coleóptero de la familia Endomychidae.

## Distribución geográfica
Habita en las  islas Salomón (Oceanía).